# Contea di Mosteiros
La contea di Mosteiros (portoghese per "monasteri") è una contea di Capo Verde con 9 524 abitanti al censimento del 2010.
È situata nell'isola di Fogo, appartenente al gruppo delle Sotavento. La contea prende il nome dal proprio capoluogo, Mosteiros.

## Geografia fisica

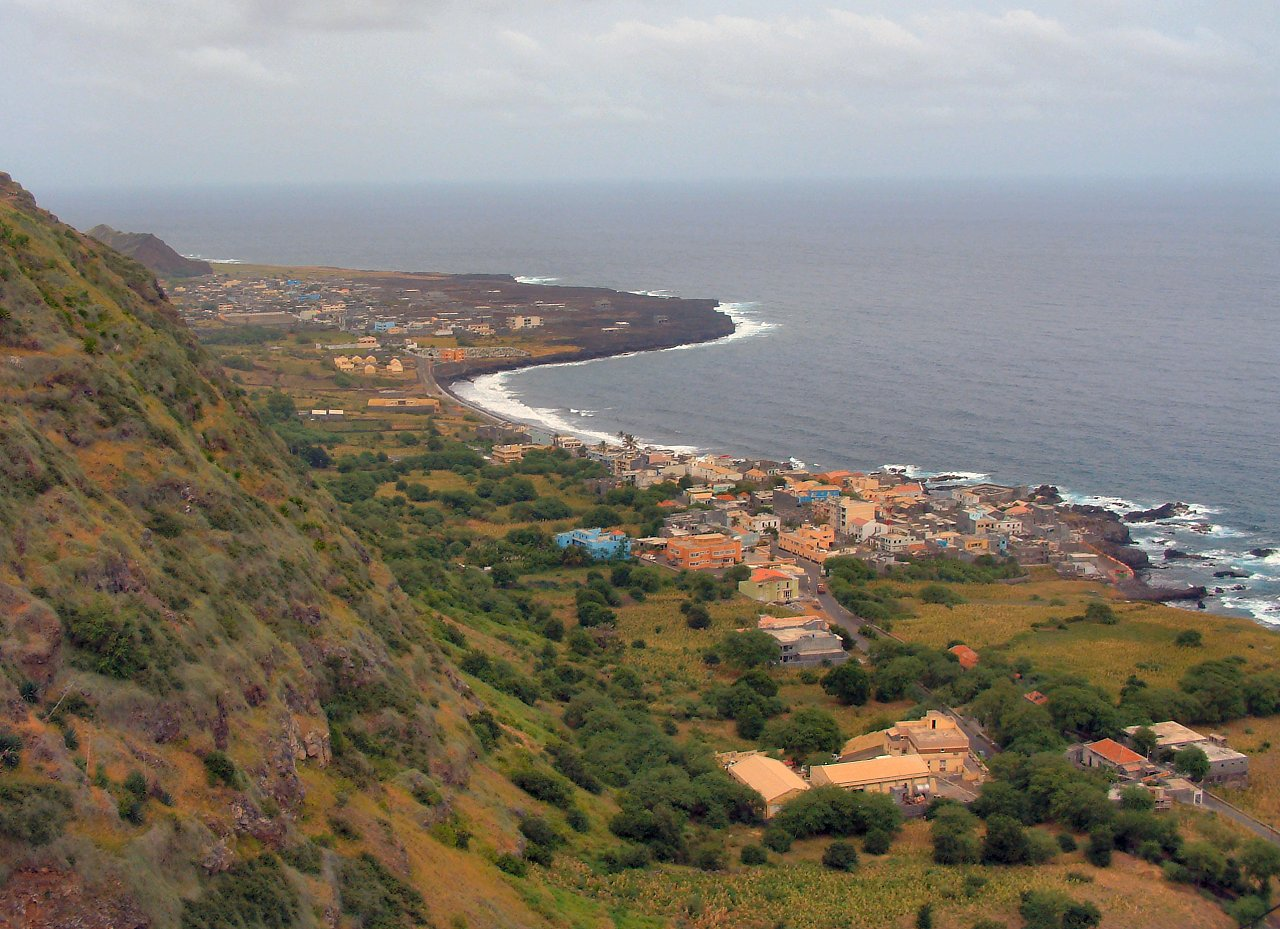
Città di Mosteiros.

La contea di Mosteiros si trova nella parte nordorientale di Fogo, un'isola del gruppo delle Sotavento. Confina a ovest e sudovest con la contea di São Filipe e a sud con quella di Santa Catarina do Fogo; a nord e a est si affaccia sull'Atlantico.
Lungo la costa il territorio è pianeggiante e adibito all'agricoltura, mentre a sudovest, attorno al Monte Fogo, è più roccioso. Nella contea si trova anche una foresta (cosa rara a Capo Verde) chiamata Floresta de Monte Velha. Gran parte del terreno è di origine lavica; l'ultima eruzione si è avuta nel 1951.

## Economia
Fogo è l'isola meno sviluppata di Capo Verde. L'attività economica principale della contea di Mosteiros è l'agricoltura, che occupa il 96% della popolazione; seguono il turismo e il terziario, entrambi comunque poco sviluppati. La principale produzione agricola è il caffè, di cui si produce una varietà locale nota come Café do Fogo.

## Condizioni di vita
La contea ha un tasso di alfabetizzazione fra i più bassi di Capo Verde. Il 31% della popolazione ha più di 15 anni. Le case dotate di elettricità sono pochissime; i mezzi di comunicazione (giornali, radio, televisione) sono praticamente assenti, e sono poche anche le automobili. Per questi motivi, il tasso di crescita della popolazione è estremamente ridotto (la popolazione della città di Mosteiros è passata da 465 a 477 unità dal 2001 al 2005).

## Insediamenti
Oltre a Mosteiros, altri insediamenti relativamente importanti sono Achada Grande, Fajãzinha, Fonsaco e Ribeira Ilhéu.